# Анталл, Йожеф
Йо́жеф А́нталл, также Антал (венг. Antall József) (8 апреля 1932, Будапешт — 12 декабря 1993, Будапешт) — венгерский политик, премьер-министр в 1990—1993 годах.

## Биография
Из дворянской семьи. Его отец, Йожеф Анталл-старший, был видным членом Независимой партии мелких хозяев и чиновником в ряде министерств, координировавшим первый в Венгрии подсчёт прожиточного минимума, а затем министром в правительстве Золтана Тилди, получил звание «праведник народов мира» за активное участие в спасении евреев в годы Холокоста.
Йожеф окончил Будапештский университет, где изучал венгерский язык и литературу, а также историю и архивоведение. Некоторое время работал архивистом в Государственном архиве и учителем в школе, но из-за своего участия в восстании 1956 года (он возглавлял революционный совет в школе, участвовал в восстановлении Независимой партии мелких хозяев и учреждении Союза христианской молодёжи) лишился работы. После этого работал библиотекарем в течение двух лет, изучал историю медицины. С 1974 директор Музея истории медицины Земмельвейса.
В конце 80-х стал активистом оппозиционного коммунистическому правительству Венгерского демократического форума, а вскоре и его лидером. После победы ВДФ на парламентских выборах 1990 года стал первым премьер-министром демократической Венгерской Республики, возглавив правоцентристскую коалицию. На этом посту проводил реформы по либерализации экономической и общественной жизни. Главными приоритетами кабинета ВДФ и его союзников были объявлены рыночная экономика и частная собственность, проводилась приватизация. Однако реформы сопровождались экономическими трудностями: росла безработица, упал уровень жизни, девальвирован форинт, возникли проблемы с МВФ.
12 декабря 1993 года, находясь в должности, умер от рака. Его преемником стал однопартиец Петер Борош.